# Gut Mühlenhof

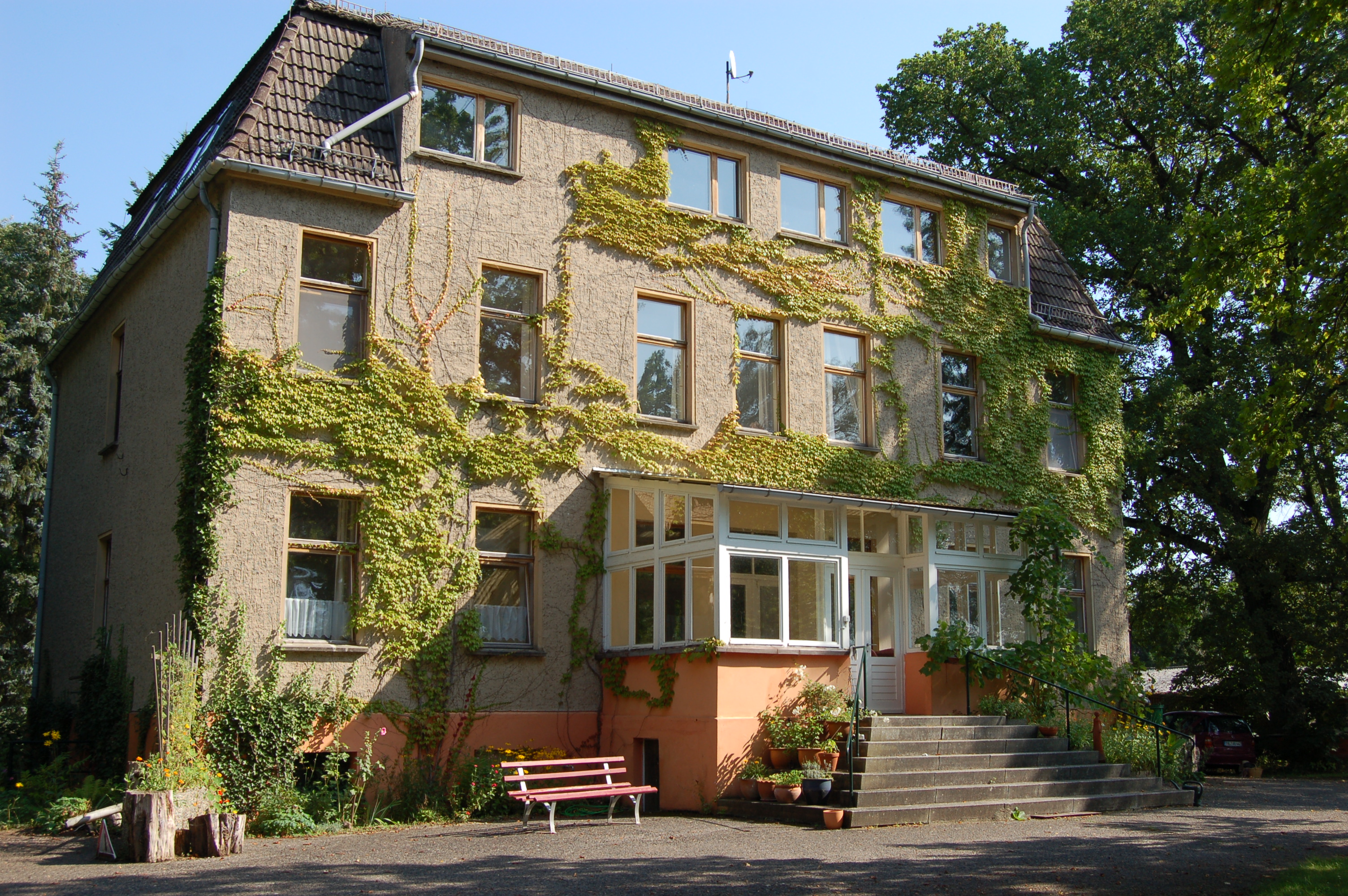
Mühlenhof Altthymen 2012

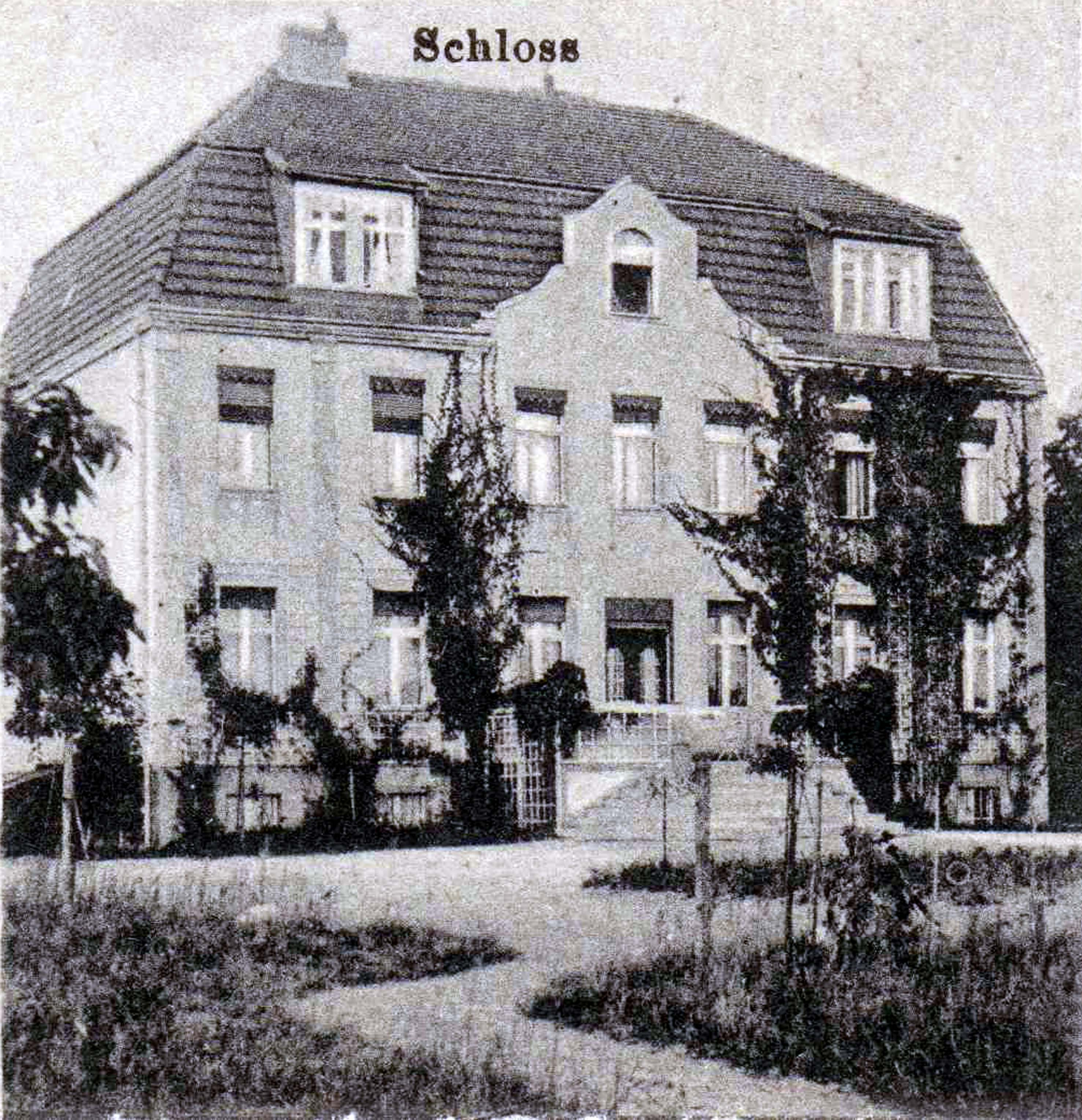
Mühlenhof Altthymen ca. 1918

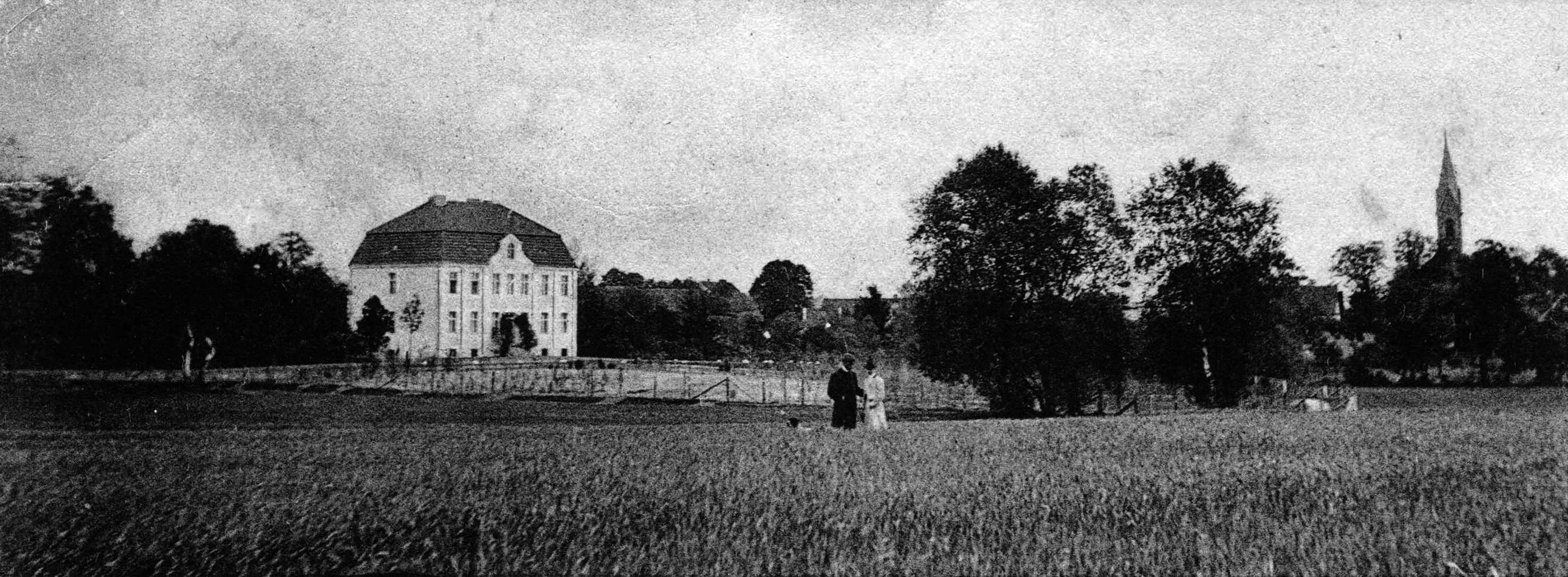
Mühlenhof Altthymen 1908

Das Herrenhaus Gut Mühlenhof (auch Schloss Mühlenhof genannt) geht ursprünglich auf einen nach 1872 errichteten kleineren Gutssitz in Altthymen bei Fürstenberg/Havel zurück. Es ist heute ein schlichter dreietagiger Putzbau. Vor 1879 und ebenso 1896 gibt es keine gutsherrliche Erfassung.
Seit dem Jahr 1907 gehörte es Georg von Yorry, Kammerherr und später Hofmarschall beim Großherzog von Mecklenburg-Strelitz Adolf Friedrich VI. Vier Jahre später kauften der spätere Major a. D. Graf Arthur von Bernstorff (1873–1949) und seine Frau Clara, geb. Stollwerck (1879–1968), das Mühlengut und modernisierte das jetzige Herrenhaus „Schloß Mühlenhof“. Offiziell galt es als Gut Alt-Thymen und war um 1914 mit einer Gesamtfläche von 146 ha ausgewiesen. Mühlenhof-Alt-Thymen war kein klassisches Rittergut und somit auch nicht kreistagsfähig. Zum Gutsbetrieb gehörte eine Wassermühle.
Arthur von Bernstorff siedelte 1911 mit seiner Familie nach Altthymen. Bei einer Jagd verunglückte sein Sohn Joachim-Bechtold, kgl. preuß. Kadett, am 21. November 1918 im Alter von 16 Jahren tödlich. Bei Ausbruch des Ersten Weltkrieges stellte sich der Graf wieder dem Militär zur Verfügung und war als Stadtkommandant in Maubeuge, Valenciennes und vor allem in St.Quentin eingesetzt. Hier hat er 1916 einen Soldatenfriedhof geschaffen, auf dem Engländer, Franzosen und Deutsche gemeinsam bestattet wurden, und bei dessen Einweihung der Kaiser anwesend war.
Nach dem Kriege und der Revolution von 1918 nahm er seinen Abschied vom Militär und kehrte nach Altthymen zurück.
Im Jahr 1935 kaufte der Chemnitzer Zeitungsverleger Carl Maetschke den Mühlenhof und behielt es bis 1945. Zeitweise war zuvor am Gut ein Außenlager des Frauen-KZ Ravensbrück. Nach dem Zweiten Weltkrieg wurde das Gut Bodenreformland und wurde dann bis 1965 als Kinderheim („Hilde Jadamowitz“) genutzt.
Dann diente es von 1964 bis 1990 als „Ferienobjekt“ des ADN (Allgemeiner Deutscher Nachrichtendienst), der offiziellen DDR-Nachrichtenagentur. Mit der Politischen Wende kam das Ende des Ferienobjektes.